# Mariano Biondi (Fußballspieler)
Mariano Biondi (* 22. August 1950 in Buenos Aires; † 1. Juli 2015) war ein argentinischer Fußballspieler, -trainer und -funktionär.

## Sportlicher Werdegang
Biondi begann seine Karriere beim CA Temperley. Als Meister der zweitklassigen Primera B Nacional stieg er mit dem Klub 1974 in die Primera División auf. Bis 1977 lief der offensive Mittelfeldspieler für die Mannschaft in der höchsten Spielklasse auf, ehe er zum CA Independiente wechselte. Dort gewann er am Ende des Jahres die „Campeonato Nacional“, sowie im folgenden Frühjahr die „Campeonato Metropolitano“. 1980 wechselte er für ein Jahr zum Club Atlético San Lorenzo de Almagro, anschließend verdiente er sein Geld beim Zweitligisten CA Tigre. Ab 1982 spielte er in Ecuador, wo er bei LDU Portoviejo, der Mannschaft der Universität Portoviejo unter Vertrag stand.
Zu Beginn der 1990er Jahre trainierte Biondi verschiedene Vereine im unterklassigen argentinischen Fußball, unter anderem führte er seinem Heimatverein CA Temperley 1995 zum Aufstieg aus der dritten Liga. Später war er Direktor der Nachwuchsabteilung der Boca Juniors, 2011 kehrte er als Generaldirektor zu LDU Portoviejo zurück. Zudem war er zeitweise für diverse private Unternehmen sowie für den argentinischen Wirtschaftsprüferverband tätig gewesen.
Nachdem Biondi in wirtschaftliche Schwierigkeiten geraten war, verstarb er nach kurzer schwerer Krankheit im Sommer 2015 im Alter von 64 Jahren.